# Historien om en mand
Historien om en mand er en dansk eksperimentalfilm fra 1944 instrueret af Albert Mertz og Jørgen Roos efter eget manuskript. 

## Handling
Filmen skildrer et ungt menneskes udvikling og begynder i 1905 i et lille småborgerligt hjem, hvor der fødes en dreng, Arthur, som man følger gennem hele livet. Hensigten er at vise, hvordan opdragelse og miljø præger et menneske og hans håbløse kamp for frigørelse og for at bygge sit eget liv op.